# Храм на Кибела и Афродита (Пела)
Храмът на Кибела и Афродита (на гръцки: Ιερό της Μητέρας των Θεών και της Αφροδίτης) е археологически обект в античната македонска столица Пела. Светилището е посветено на богинята Афродита и Майката на боговете Кибела. Това е пангръцко светилище и място за поклонение на хора от цяла Древна Гърция.
Храмът се намира в средата на оста изток-запад северно от търговския и административен център на града. Светилището е основано в края на IV век пр. Хр., от който период датират най-старите сгради от храмовия комплекс, и е реорганизирано и възстановено в III век пр. Хр. Храмът е разрушен от земетресение в началото на I век.
Светилището е посветено както на Афродита, така и на Кибела, които са били почитани в Пела паралелно. Имало е местно съотношение на Афродита-Кибела, което е споменато от Хипонакс и Фотий. Надписи и вотивни дарове, намерени на мястото, свидетелстват за паралелното богослужение.
Археологически разкопки за първи път са извършени в 1957 година, когато е изследвана цяла Пела и постепенно са открити важни обекти от религиозния характер на античния град, сред които е Храмът на Кибела и Афродита.